# Ранній тріас
Скіфський ярус (рос. скифский ярус, англ. Scythian, нім. Skythien n) — нижній ярус тріасової системи, що включає нижній відділ тріасу. Поділяється на 14 зон: в основі — зона Otoceras woodwardi, у покрівлі — зона Prohungarites similis. Іноді скіфський ярус підрозділяють на два самостійні яруси: індський та оленекський. Інша назва — верфенський ярус.
Від «скіфів» — назви кочових племен, що населяли у давнину Північне Причорномор'я (назва ярусу — Mojsisovics, Waagen, Diener, 1895).